# カーラ・シーモア
カーラ・シーモア（Cara Seymour,  1964年1月6日 - ）は、イギリスの女優である。

## 来歴
1964年、イギリスエセックスに生まれる。イギリス国内で舞台女優としてキャリアをスタートさせ、それ以降、イギリスのみならず数々のハリウッド映画へも出演を重ねている。1997年に『ザ・ブレイク』で映画デビューを果たし、クリスチャン・ベイル主演のブラック・コメディ『アメリカン・サイコ』の娼婦役や、スパイク・ジョーンズ監督でニコラス・ケイジ主演の『アダプテーション』、『17歳の肖像』でキャリー・マリガンが演じる主人公の母親役などで知られている。『アダプテーション』では、他のキャストらと共に全米映画俳優組合賞などの賞にもノミネートを受けている。

## 出演作品

### 映画
- ザ・ブレイク A Further Gesture (1997)
- ユー・ガット・メール You've Got Mail (1998)
- アメリカン・サイコ American Psycho (2000)
- ダンサー・イン・ザ・ダーク Dancer in the Dark (2000)
- A Good Baby (2000)
- Silent Grace (2001)
- アダプテーション Adaptation. (2002)
- ギャング・オブ・ニューヨーク Gangs of New York (2002)
- Evergreen (2004)
- 記憶の棘 Birth (2004)
- ホテル・ルワンダ Hotel Rwanda (2004)
- ベティ・ペイジ The Notorious Bettie Page (2005)
- マイ・ライフ、マイ・ファミリー The Savages (2007)
- Mitch Albom's For One More Day (2007) ※テレビ映画
- The Auteur (2008)
- Last Call (2008)
- ザ・グレイテスト The Greatest (2009)
- 17歳の肖像 An Education (2009)
- レッド・ライディング III ：1983 Red Riding: In the Year of Our Lord 1983 (2009) ※テレビ映画
- レッド・ライディング I ：1974 Red Riding: In the Year of Our Lord 1974 (2009) ※テレビ映画
- Beyond the Fire (2009)
- Wolfe with an E (2011)
- The Music Never Stopped (2011)
- ジャック・アンド・ダイアン Jack and Diane (2012)
- I Origins (2014)

### テレビドラマ
- ゼロ・アワー Zero Hour (2013)
- The Knick/ザ・ニック The Knick (2014-2015)

## 参照
1. ↑  https://www.imdb.com/name/nm0786806/bio/?ref_=nm_ov_bio_sm
2. ↑  http://caraseymour.com/biography.html